# Kangeyam
Kangeyam (en tamil: காங்கேயம் ) es una localidad de la India en el distrito de Tirupur, estado de Tamil Nadu.

## Geografía
Se encuentra a una altitud de 310 m s. n. m. a 386 km de la capital estatal, Chennai, en la zona horaria UTC +5:30.

## Demografía
Según estimaciones, en el año 2010 contaba con una población de 35 234 habitantes.